# 중도좌파 정당 목록
다음은 세계 여러나라의 중도좌파 성향의 정당들의 목록이다.

## 중도좌파 정당 목록

### 나
- 남아프리카공화국 : 아프리카 민족회의
- 뉴질랜드 : 뉴질랜드 노동당

### 다
- 독일 : 독일 사회민주당, 동맹 90/녹색당
- 대한민국 :  더불어민주당[1][2], 정의당[3][4][5]

### 라
- 러시아 : 공정 러시아, 야블로코[6][7]

### 마
- 멕시코 : 민주혁명당
- 몽골 : 몽골인민당
- 미국: 민주당[8]

### 바
- 브라질 : 노동자당, 브라질 사회당

### 사
- 스웨덴 : 스웨덴 사회민주노동당
- 스페인 : 스페인 사회노동당

### 아
- 아르헨티나: 승리를 위한 전선
- 아일랜드: 노동당
- 영국 : 노동당, 스코틀랜드 국민당, 북아일랜드 사회민주노동당
- 오스트레일리아: 오스트레일리아 노동당
- 이스라엘 : 이스라엘 노동당
- 인도 : 인도 국민 회의
- 일본 : 입헌민주당, 사회민주당, 사회대중당

### 자
- 중화민국 : 민주진보당, 시대역량

### 차
- 칠레 : 사회당

### 카
- 캐나다: 캐나다 자유당[9], 신민주당

### 타
- 터키 : 공화인민당

### 파
- 팔레스타인 : 파타
- 프랑스 : 사회당, 좌익급진당

### 홍
- 홍콩 : 민주당[10], 공민당, 공당, 사회민주련선

## 같이 보기
- 정당 목록
  - 중도주의 정당 목록
  - 중도우파 정당 목록
  - 좌익 정당 목록
- 사회주의 인터내셔널
- 진보동맹
- 사회민주주의 정당 목록